# Левченково (Черкасская область)
Левченково (укр. Левченкове) — село в Драбовском районе Черкасской области Украины.
Почтовый индекс — 19834. Телефонный код — 4738.

## Население
Население по переписи 2001 года составляло 495 человек.

### Языковой состав
Родной язык населения по данным переписи 2001 года:
| Язык       | Численность, чел. | Доля     |
| ---------- | ----------------- | -------- |
| Украинский | 494               | 99,80 %  |
| Другое     | 1                 | 0,20 %   |
| Итого      | 495               | 100,00 % |

## Местный совет
19834, Черкасская обл., Драбовский р-н, с. Левченково, ул. Советская, 68